# Клик-реагенты RIKEN

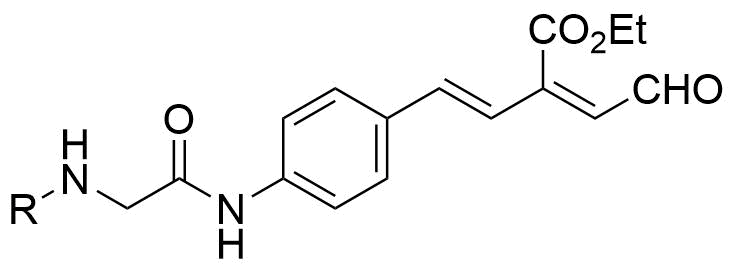
Общая формула клик-реагентов RIKEN: R — метка или функциональная группа

Клик-реагенты RIKEN — ряд реагентов, содержащих фрагмент непредельного альдегида для селективной модификации остатков лизина по реакции электроциклизации.

## Дизайн
Реагенты RIKEN мимикрируют под реально существующий биологический процесс, когда непредельный альдегид, являющийся сильным ингибитором фосфолипазы, селективно реагирует с первичными аминогруппами, в том числе боковыми аминогруппами лизина, и необратимо даёт 1,2-дигидропиридины в качестве конечных продуктов модификации. На первой стадии этого процесса образуется 1-азатриен, который затем медленно циклизуется в 1,2-дигидропиридин. Ускорить процесс электроциклизации позволяет наличие сложноэфирной группы в положении С4 и сопряжённой ароматической системы в положении С6. На основе этих открытий и был предложен общий вид клик-реагентов RIKEN для модификации белков.

## Ряд реагентов
Остаток глицина, находящийся в реагентах RIKEN, позволяет вводить в них распространённые метки, которые затем будут доставляться в белки. Так, синтезированы реагенты RIKEN, содержащие флуоресцентные метки TAMRA, Cy5, 7-диэтиламинокумарин и другие. Также получен реагент, содержащий хелатор DOTA, который после хелатирования с ионом Gd3+ представляет интерес для ПЭТ-томографии и МРТ. Синтезирован также реагент, содержащий биотин.
Более простые реагенты RIKEN позволяют вводить в белки азидные, циклооктиновые и тетразиновые группы для последующих биоортогональных процессов. Наконец, синтезирован димерный реагент RIKEN для сшивания белков между собой.

## Модификация белков
Модельные эксперименты проводились на человеческом сывороточном альбумине (ЧСА) с использованием реагента DOTA — альдегид. Его сравнение проводилось с реагентом DOTA — сукцинимидный эфир, также модифицирующим остатки лизина. И тот, и другой реагент модифицировали по несколько остатков лизина, однако альдегидный реагент вступал в реакцию в значительно более низких концентрациях (1 мкМ и даже 100 нМ), тогда как сукцинимидный эфир переставал модифицировать белок уже в концентрации 10 мкМ.
Подобным образом, моноклональные антитела в фосфатном буфере удалось модифицировать всего 20 мкМ раствором TAMRA-альдегида, введя два остатка в наиболее доступный Fc-фрагмент, сохранив тем самым 90 % активности антител.